# 후지와라노 다카이에
후지와라노 다카이에(일본어: 藤原隆家)는 일본 헤이안 시대 중기의 구교이다. 후지와라 북가, 셋쇼간파쿠 나이다이진 · 후지와라노 미치타카의 넷째 아들(다카시나노 기시를 어머니로 하는 형제로는 둘째)이다. 관위는 정2위 중납언이다.

## 경력
이치조 천황 초인 에이소(永祚) 원년(989년) 11세에 원복을 행하고 종5위하 관위를 받았으며 다음 에이소 2년(990년) 정월에 시종으로 임관한다. 같은 해 7월에 우효에노곤노스케(右兵衛権佐)로 임명되었는데, 쇼라쿠(正暦) 2년(991년) 종5위상, 쇼라쿠 3년(992년) 정5위하 · 사콘노에노쇼죠(左近衛少将, 쇼라쿠 4년(993년) 종4위상 우콘노에노츄조(右近衛中将), 쇼라쿠 5년(994년) 정월에 정4위하 관위에 아버지 · 후지와라노 미치타카의 집정하에서 무관을 맡으면서 급속 승진하여, 같은 해 8월에는 중장 관직을 지닌 채로 종3위가 되어(삼위 중장) 공경 반열에 들었다. 조토쿠 원년(995년) 4월에 곤노주나곤(権中納言)에 맡겨지지만, 얼마 지나지 않아 아버지 · 미치타카가 사망하였다.
같은 달 중에 미치타카의 동생인 후지와라노 미치카네(藤原道兼)가 간파쿠가 되었지만 그도 얼마 지나지 않아 사망하였고, 5월에 들어 집정의 자리는 나이란(内覧) · 우다이진이 된 후지와라노 미치나가(藤原道長)에게로 옮겨갔다. 이러한 상황 속에서, 7월 말에 다카이에의 종자와 미치나가의 종자가 교토의 칠조대로(七条大路)에서 난투를 벌이는가 하면 8월 초순에는 다카이에의 종자가 미치나가의 수신(随身) · 하타노 히사타다(秦久忠)를 살해하기도 하였다. 그러나, 다음 조토쿠 2년(996년) 정월에 친형 후지와라노 고레치카(藤原伊周)의 여자 문제로 다카이에가 자신이 종자로 거느린 무사를 데리고 가잔 법황(花山法皇)의 일행을 습격하였고, 그만 법황의 옷소매에까지 화살이 날아드는 사건이 벌어졌다. 이것을 후지와라노 미치나가가 이용하여 4월에 이르러  히가시산조인(東三条院)에 대한 저주 혐의, 그리고 함부로 대원수법(大元帥法)을 행하였다는 것까지 다카이에에 대한 죄장 3개 조를 통해 다카이에는 이즈모노곤노카미, 친형인 내대신 · 고레치카는 다자이노곤노소치(大宰権帥)로 좌천되었다(조토쿠의 변). 덧붙여 다카이에는 실제 이즈모까지는 가지 않고 병을 이유로 다지마 국에 머무른다.
조토쿠 4년(998년) 5월에 히가시산조인 후지와라노 센시(藤原詮子)의 고뇌에 의한 대사면령으로 2년여만에 수도로 돌아왔고, 10월에 병부경으로서 관계에 복귀하였다. 조호 4년(1002년) 이전의 관직인 곤노주나곤으로 복귀하고, 간코 4년(1007년) 종2위, 간코 6년(1009년) 중납언에 서임되었다. 이 사이의 조호 2년(1000년)에 누나 데이시가, 간코 7년(1010년)에는 형 고레치카가 차례로 사망하였다. 따라서 중관백가의 성망은 다카이에의 두 어깨에 달린 지경이 되었고 이런 가운데 다카이에는 조카 아쓰야스 친왕(敦康親王)의 입태자에 기대를 걸었다. 세간에서도 아쓰야스 친왕이 즉위하고 다카이에가 정치를 보좌한다면 천하는 잘 다스려질 것이다, 라는 이야기도 있었다고 한다. 그러나 간코 8년(1011년) 산조 천황이 즉위할 무렵, 유력한 후견인이 없다는 이유로 아쓰야스 친왕은 태자가 되지 못했고, 미치나가의 외손자 아쓰나리 친왕(敦成親王, 훗날의 고이치조 천황)이 춘궁(동궁 즉 태자)으로 세워졌다.
조와 원년(1012년) 말 무렵 이전부터 다카이에는 무언가 뾰족한 물건에 의한 외상이 원인이 된 눈병을 앓고 있었고, 조정의 출사는 고사하고 사람을 만나는 것조차 할 수 없게 되어 저택에 거의 칩거하는 지경에 이르렀다. 여기서, 다자이후에 눈을 치료하는 당인(唐人, 중국인) 명의가 있다는 이야기를 듣고, 다카이에는 다자이노곤노소치 임관을 바랐다. 이 임관 희망에 대해 여전히 명망이 높던 중관백가와 규슈 재지 세력과의 결합을 억제하고자 했던 미치나가의 강한 방해를 받았지만 결국 같은 눈병으로 고민하던 산조 천황의 다카이에에 대한 동정이 깊었고, 결정까지 9개월여의 시간을 들인 끝에, 조와 3년(1014년) 11월 드디어 다자이노곤노소치로 임명되었다. 조와 4년(1015년)에는 부임의 공로로 정2위 관위가 되었다. 다카이에는 다자이후에서 선정을 펼쳐 규슈의 재지 세력들이 완전히 심복했다고 한다.
다카이에가 곤노소치로 재임하고 있던 간닌 3년(1019년) 도이(여진족으로 여겨진다)가 쓰시마 · 이키에 이어 같은 해 4월에 하카타를 공격하는 사건(도이의 입구)이 발생한다. 다카이에는 총지휘관으로서 다자이노다이칸(大宰大監) · 오쿠라노 다네키(大蔵種材) 등을 지휘해 응전 · 격퇴했다. 같은 해 6월에는 고려가 노인송사(虜人送使) · 정자량(鄭子良)을 파견해, 도이로부터 구출한 일본인 포로 259명을 일본으로 송환해 왔고, 다카이에는 정자량에게 일본 조정의 반첩을 보내고 녹물(禄物)을 주는 등 사후 처리를 실시했다.
같은 해 12월에 다자이노곤노소치를 그만두고 수도로 돌아왔다(후임은 후지와라노 유키나리藤原行成). 다카이에가 교토로 돌아온 뒤 조정에서는 그가 도이를 격퇴한 공적을 높이 사서 대신 · 다이나곤으로 등용하여야 한다는 목소리도 있었지만, 교토로 돌아온 뒤의 다카이에는 다이리(대궐) 출사를 앞두고 있었기 때문에 별다른 승진은 없었다고 한다. 한편, 이듬해인 간닌 4년에 교토에 포창(疱瘡)이 크게 돌아서 도이가 대륙으로부터 가지고 온 역병이 다카이에에게 붙어서 교토까지 온 것이라는 소문이 났다. 지안(治安) 3년(1023년) 차남의 쓰네스케를 우중변으로 승진 임명하게 하는 대신 주나곤을 사퇴한다. 그 후, 대장경(大蔵卿) 등을 맡았지만, 고스자쿠 천황 조라쿠(長暦) 원년(1037년) 후지와라노 유키나리를 대신해 다시 다자이노곤노소치로 임명되었고 조큐(長久) 3년(1042년)까지 이를 맡았다.
조큐 5년(1044년) 1월 1일 후지와라노 다카이에는 세상을 떠났다. 향년 66세였다. 최종 관위는 전 중납언 정2위였다.

## 인물
당대 일본에서 천하의 「거친 자」(さがな者)로 유명했던 다카이에는, 왕권을 등에 업은 가잔인과의 도박이나, 누나의 중궁 데이시의 뇨보인 세이 쇼나곤(清少納言)과의 토론 등, 《마쿠라노소시》나 《오오카가미》(大鏡), 《고금저문집》 등에 그의 다채로운 일화가 전해지고 있다. 데이시 소생의 조카 아쓰야스 친왕을 태자로 들이지 않은 이치조 천황을 두고 「인비인」(人非人)이라고 비난하거나 권력자였던 숙부 후지와라노 미치나가의 혐오에도 굽히는 일 없이 산조 천황의 황후 세이시(娍子)의 황후궁대부(皇后宮大夫)를 맡거나 하는 등 기골이 있는 인물로 알려져 있었다. 그러한 다카이에의 「기개」(こころたましひ)는 정적이었던 미치나가마저도 눈여겨 보고 인정할 정도였고, 「조토쿠의 변의 흑막」으로 뭇 사람들의 눈이 한데 쏠리고 있던 미치나가는 훗날 가모 신사 참예 때에 굳이 다카이에를 불러 함께 수레를 타고 가는 등 뭇 사람들의 자신에 대한 의혹의 시선에 대해 변명하려 애썼다. 「만약 아쓰야스 친왕이 즉위하고 다카이에가 그 정치를 보좌했다면, 천하가 잘 다스려졌을 것이다」라는 당시 세간의 은밀한 기대도 있었고, 그 기대와는 달리 아쓰야스가 태자가 되지 못한 것에 대해 당연히 다카이에도 낙담하고 있을 것이다, 라는 세간의 시선과는 정반대로 다카이에 본인은 산조 천황의 대상회에서 화려한 정장 차림으로 눈에 띄게 활발한 모습으로 돌아다녔다고 한다.
또한 아버지 미치이에나 형 고레치카에 대해서도 비판적인 태도로 일관했던 후지와라노 사네스케(藤原実資) 등은 귀여워하여, 그의 일기인 《소우기》(小右記)에서는 다카이에가 사네스케에게 고민을 털어놓기도 하였다는 기사나, 사네스케가 중역을 맡게 된 다카이에의 자식들을 걱정하였다는 기사가 보인다.특히 전자인 조와 2년의 기사에는 사네스케가 다카이에에 대해 눈병 치료와 미치나가로부터의 압박을 피하기 위해 「먼 곳으로 부임해 가는 안」(遠任之案)을 권하였고, 이를 받아들인 다카이에가 「깊이 진제이에서 일어날 뜻」(深有鎮西之興)을 품었다는 것이 기록되어 있다.
《고슈이와카슈》(後拾遺和歌集)에 두 수, 《신고킨와카슈》에 한 수의 와카가 실린 칙선가인(勅撰歌人)이다. 문인의 가계에 부끄럽지 않게 한시도 《본조여조》(本朝麗藻)에 칠언율시 한 수가 남아 있다.

## 다카이에의 후손
다카이에의 두 딸은 각각 산조 천황의 아들인 식부경(式部卿) 아쓰노리 친왕(敦儀親王)과 참의 후지와라노 가네쓰네(藤原兼経)에게 출가하였다.
다카이에의 장남 요시요리(良頼)는 정3위 중 곤노주나곤(権中納言)으로 나아갔고, 그 딸은 산기(参議) 미나모토노 모토히라(源基平)의 부인이 되어 고산조 천황(後三条天皇)의 총애를 받은 미나모토노 기시(源基子, 사네히토 친왕 · 스케히토 친왕의 생모)를 낳았다. 요시요리의 4대 후손이 다이라노 기요모리(平清盛)의 계모로서 미나모토노 요리토모(源頼朝)의 구명을 기요모리에게 탄원했다는 이케노젠니(池禅尼)이다.
다카이에의 차남 쓰네스케(経輔,  1006년 -1081년)는 정2위권 다이나곤(大納言)이 되어 미나세 다이나곤(水無瀬大納言)이라고 불렸다. 쓰네스케의 5세 손에 해당하는 종3위 다다타카(忠隆)의 아들은 고노에 가의 시조인 모토자네(基実)의 부인이 되어 모토미치(基通)를 낳았고, 그 형제 노부요리(信頼)는 고시라카와 상황(後白河上皇)의 총신으로 헤이지의 난(平治の乱)의 주모자로 유명하다. 마찬가지로 쓰네스케의 5세 손에 해당하는 수리대부(修理大夫) 노부타카(信隆)의 아들 시치조인 시키시(七条院殖子)는 고토바인의 생모이며, 그 동생 보몬 노부키요(坊門信清)는 내대신까지 떠올랐다. 미나모토노 요시쓰네(源義経)의 어머니 도키와 고젠의 재혼 상대로 오슈 후지와라 씨(奥州藤原氏)와도 관계가 있던 이치죠 나가나리(一条長成)도 쓰네스케의 5세 손이다.
다카이에류는 모계로 일본의 일본 왕실과 셋케(摂家)에 그 피를 남겼고 그 부계 자손은 미나세 류(水無瀬流)로서 후세에 미나세(水無瀬, 우림가) · 시치조(七条, 우림가) · 마치지리(町尻, 우림가) · 사쿠라이(桜井, 우림가)・야마이(山井, 우림가)의 다섯 당상가(堂上家)를 내고 메이지 유신에 이른다.
또한, 난보쿠초 시대에 가네요시 친왕(懐良親王)을 옹호했던 히고 국(肥後国)의 호족 기쿠치 씨(菊池氏)는 다카이에의 후예를 칭하였고, 조상인 후지와라노 마사노리(藤原政則, 초명은 모토사다基定)을 다카이에의 아들이라고 하고 있다.

## 관직 경력
주석이 없는 것은 『공경보임』(公卿補任)에 의한다.
- 에이엔 3년(989년) 정월 7일 : 종5위하(레이제이인 어급), 승전
- 에이소 2년(990년) 정월 29일 : 시종. 7월 10일 : 우효에노곤노스케(右兵衛権佐)
- 쇼랴쿠 2년(991년) 정월 7일 : 종5위상. 4월: 금색(禁色)
- 쇼랴쿠 3년(992년) 8월 28일 : 좌근위소장(左近衛少将). 12월 7일: 정5위하(중궁이 니조미야로부터 환어한 것에 대한 상)
- 쇼랴쿠 4년(993년) 정월 7일: 종4위하(소장의 공로). 정월 9일 : 환승. 정월 13일 : 시나노노곤노카미 겸임. 3월 9일: 우근위중장.[19] 11월 15일: 종4위상(임시)
- 쇼랴쿠 5년(994년) 정월 13일 : 정4위하 (임시), 미마사카노카미 겸임. 8월 8일 : 종3위(삼위중장의 사례)[19]
- 조토쿠 원년(995년) 4월 6일 : 곤노주나곤(権中納言), 우에몬노카미(右衛門督), 중장 곤노카미 정지.[19] 9월 5일 : 검비위사별당(検非違使別当)은 원래대로 함. 9월 28일 : 태황태후궁대부(태황태후 · 쇼시 내친왕昌子内親王)
- 조토쿠 2년(996년) 4월 24일: 일에 연루되어 이즈모노곤노카미로 좌천. 5월 1일 : 부임, 다지마에서 병으로 머무름
- 조토쿠 4년(998년) 5월 4일: 귀경. 10월 23일: 병부경
- 조호 4년(1002년) 9월 24일：곤노주나곤
- 조호 5년(1003년) 정월: 시종 겸임. 11월 5일: 정3위(좌대신조궁검교상양)
- 간코 2년(1005년) 2월 : 시종, 칙수대검(勅授帯剣) 정지
- 간코 4년(1007년) 정월 20일: 종2위(임시, 도키미쓰時光나 도시카네俊賢등을 뛰어넘음). 3월 9일: 착좌
- 간코 6년(1009년) 3월 4일: 주나곤
- 간코 9년(1012년) 정월 27일：안찰사(按察使)를 겸임. 4월 27일: 황후궁대부(황후 · 후지와라노 세이시) 겸임
- 조와 2년(1013년) 2월 16일: 황후궁대부 사임
- 조와 3년(1014년) 11월: 다자이노곤노소치 겸임
- 조와 4년(1015년) 4월 22일 : 정2위
- 조와 5년(1016년) 정월 29일 : 칙수(勅授)를 예전대로 함
- 간닌 3년(1019년) 날짜 미상 : 다자이노곤노소치 사임
- 지안 3년(1023년) 12월 15일 : 주나곤 사임(아들 쓰네스케를 권우중변으로 임명해 달라고 함). 날짜 불명 : 대장경(大蔵卿)
- 조랴쿠 원년(1037년) 8월 9일 : 다자이노곤노소치 겸임(또는 조랴쿠 3년 10월[20])
- 조큐 3년(1042년) 정월 29일 : 다자이노곤노소치 사임
- 조큐 5년(1044년) 정월 1일 : 사망(전 주나곤 정2위)

## 계보
- 아버지 : 후지와라노 미치타카藤原道隆)
- 어머니 : 다카시나노 기시(高階貴子) - 다카시나노 나리타다(高階成忠)의 딸
- 아내: 미나모토노 시게노부(源重信)의 딸
- 아내: 후지와라노 가게마사(藤原景斉)의 딸
  - 장남 : 후지와라노 요시요리(藤原良頼, 1002년 -1048년)
- 아내 : 미나모토노 가네스케(源兼資)의 딸
  - 차남： 후지와라노 쓰네스케(1006년 -1081년)
  - 여자: 아쓰노리 친왕의 비
  - 여자: 후지와라노 가네쓰네의 부인
- 아내: 후지와라노 다메미쓰의 딸
  - 남자 : 후지와라노 스에사다
- 아내 : 가가노카미 마사미쓰의 딸(성은 알 수 없다)
  - 남자 : 후지와라노 이에후사
- 생모를 알 수 없는 자녀
  - 남자 : 후지와라노 요시무라藤原良員
  - 남자 : 후지와라노 마사노리(藤原政則)? - 첫 이름은 모토사다(基定)
  - 남자 : 교쇼(行昭, 1015년~1062년) - 교토 엔랴쿠지의 권율사(権律師)
  - 남자 : 류메이(隆明, 1021년 -1104년)

## 같이 보기
- 후지와라씨
- 기쿠치씨
- 다자이후